# 霜冷长河
《霜冷长河》是中国大陆作家余秋雨的一部散文集。1999年3月，由作家出版社首次出版。十天内销量达到26万册。
散文集以探讨生活和生命存在为主题，谋求探索生活的深意。散文话题广泛，涉及人伦社会的诸多方面，包括有：嫉妒、善良、年龄、友情、名誉、谣言等。语言风格自然平实，行文流畅简练，显示深厚文字功力。鉴于作者丰富人生阅历，对现实社会多方面进行了深刻的思考。
纵观余秋雨的散文集及风格，《霜冷长河》是其文学创作散文创作的一次风格转折。从首部散文集《文化苦旅》到《山居笔记》（第二部），再到《霜冷长河》，从大视野历史观转向了生活微观。